# Venustaconcha pleasi
Venustaconcha pleasi är en musselart som först beskrevs av Marsh 1891.  Venustaconcha pleasi ingår i släktet Venustaconcha och familjen målarmusslor. Inga underarter finns listade i Catalogue of Life.